# Michele Troja
Michele Troja o Michele Troya o Michele Troia (Andria, 23 giugno 1747 – Napoli, 12 aprile 1827) è stato un medico, oculista e urologo italiano.

## Biografia
Padre di Carlo Troja (storico e primo ministro del Regno delle Due Sicilie nel 1848) e di Ferdinando Troiya (primo ministro del Regno delle Due Sicilie dal 1852 al 1859). 
Nel 1779, fu il primo, ad istituire una cattedra delle malattie urinarie all'Ospedale degli Incurabili a Napoli.
Dettò un nuovo regolamento della litotomia: "Se l'infermo muore in seguito alla perineocistotomia, una commissione di chirurghi deve con l'autopsia ricercare le cause; e se la morte è dovuta a imperizia dell'operatore, questi è sospeso dalla paga e dall'impegno". Questo delineò nuove regole di comportamento deontologiche.

## Opere
- Sulla costruzione dei cateteri flessibili (Napoli 1798)